# Пол Фрітч
Пол Фрітч (фр. Paul Fritsch; 25 лютого 1901 — 22 вересня 1970) — французький професійний боксер легкої ваги, який виступав на початку 1920-х років. У 1920 році він став першим французьким боксером, який виграв Олімпійський титул, перемігши Жана Гаше в фіналі, незважаючи на поразку від Гаше на національному чемпіонаті перед Олімпійськими іграми. Після більш ніж 300 аматорських поєдинків, Фрітч перейшов у професійний бокс в 1921 році. Брав участь приблизно у 100 поєдинках, але ніколи не виграв головного титулу. Припинив виступи у 1929 року через відшарування сітківки і став продавцем автомобілів.